# Локарда
Локарда (Scomber colias), позната и под називом Атлантска скуша, је пелагична врста скуше која се може пронаћи у Атлантском океану, Средоземном мору и Црном мору. Првобитно се сматрало да је у питању подврста скуше Scomber japonicus colias.

## Опис
Локарда је дуга риба са рачвастим репом, а тијело је прекривено врло малим крљуштима. Прво леђно пераје има девет или десет бодљи и одвојено је од другог леђног пераја великим размаком. Подрепно пераје се налази непосредно испод или непосредно иза другог леђног пераја. Ова риба је сребрнасте боје. Горњи дио тијела је украшен цик-цак линијама, док је стомак блијеђи и обиљежен валовитим линијама. 
Локарда и други припадници рода Auxis су важне пелагичне врсте. 

## Рибарство
Источни Медитеран је нарочито богат овом рибом. Разликују се двије варијанте: у касно љето и јесен, риба је дебела, док је у касну зиму и у прољеће врло мршава, готово исрцпљена. Грчка имена за ова два облика су koliós и tsíros. 
Обично се пеку или прже, мада се често пакују у со ради касније конзумације. Риба испушта сопствено уље у паковању соли и добија веома дуг рок трајања. На острвима у Егејском мору се јавља специјалитет под назвиом goúna: свјеже уловљена локарда се расцијепи на стомаку, испразни и њено месо се остави да се суши на сунцу у току једног дана. Навече се кратко запече на ватри и затим послужи преливена лимуновим соком. 
Дуж источне обале Сјеверне Америке, локарда није била мета комерцијалног риболова све до 2013. године, када су рибари почели да их лове због недостатка лигњи. Зарада је скочила од нула до скоро пет милиона фунти у току једне године. 

## Статус
Иако се на одређеним мјестима лови у великим мјерама, ова популација дјелује релативно стабилно и МУЗП ју је навео под најмању забринутост.